# Puchar Polski w piłce siatkowej mężczyzn (1950)
Puchar Polski w piłce siatkowej mężczyzn 1950 (Puchar PZKSS) – 6. sezon rozgrywek o siatkarski Puchar Polski, rozgrywany od 1932 roku.

## Klasyfikacja końcowa
| Miejsce | Drużyna                   |
| ------- | ------------------------- |
| 1.      | AZS-AWF Warszawa          |
| 2.      | AZS Wrocław               |
| 3.      | Spójnia Marymont Warszawa |
| 4.      | Kolejarz Kraków           |
| 5.      | Kolejarz Polonia Warszawa |
| 6.      | AZS Łódź                  |